# Macropodia czernjawskii
Macropodia czernjawskii — вид морських крабів родини Inachidae.

## Назва
Вид названо на честь українського зоолога Володимира Чернявського (1846—1915), який першим відкрив цей вид.

## Поширення
Вид поширений на сході Атлантики, у Середземному та Чорному морі.